# Mocador de Manila

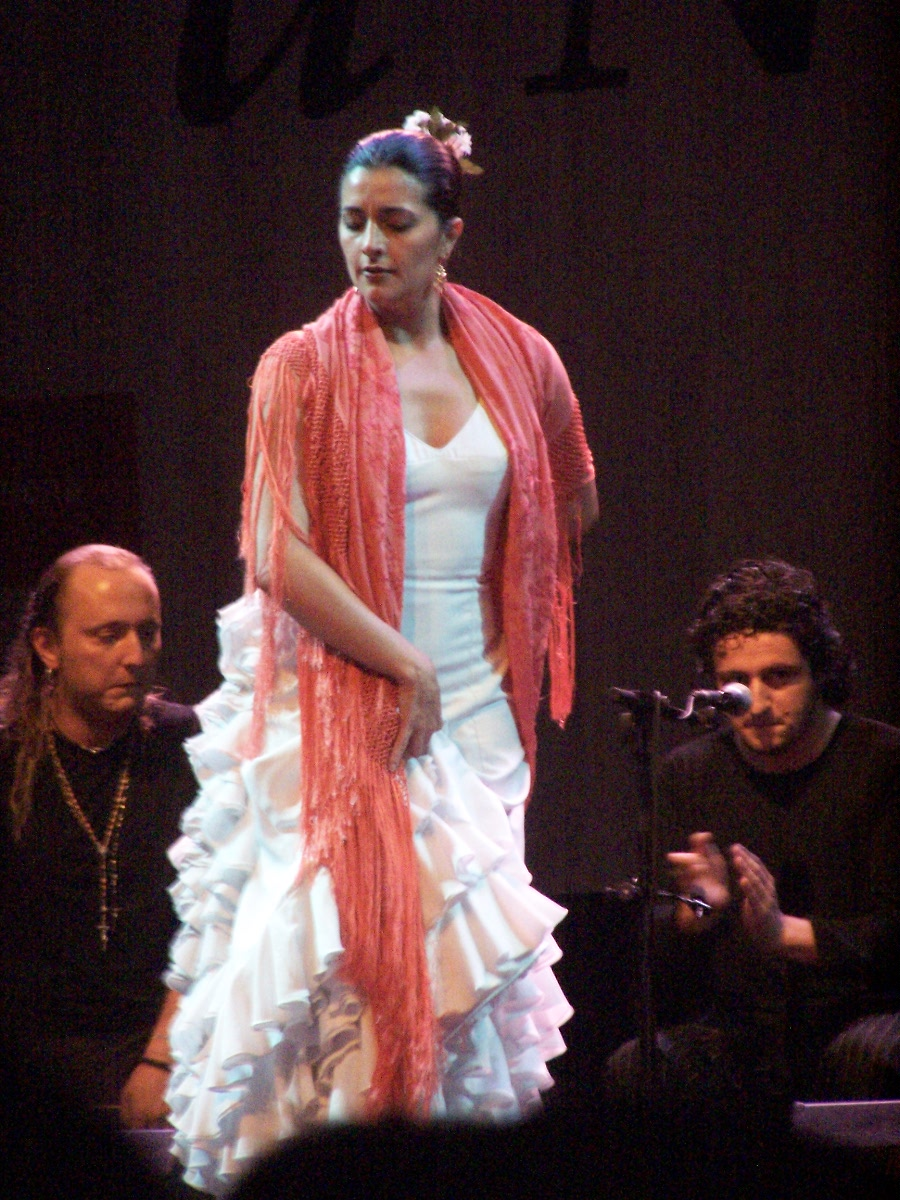
Ballarina de flamenc amb un mantó de Manila de color rosat

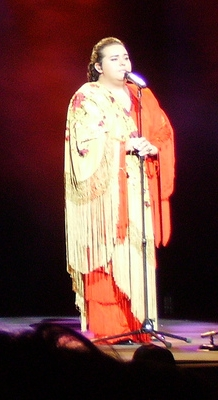
Cantant amb un mantó de Manila color crema

El mantó de Manila o mocador de Manila és un mantell que fa de complement en el vestuari femení. És de seda i brodat amb sedes de colors vius formant dibuixos de flors, ocells o fantasies. És quadrat, té serrell i les seves dimensions són les necessàries per cobri l'esquena d'una dona, i prou llarg perquè la diagonal arribi a la punta dels dits de cada mà amb els braços oberts perpendicularment al tronc. Se sol portar doblegat per la diagonal, formant un triangle, sobre les espatlles o nuat a un costat, a l'alçada dels malucs, però també es pot portar d'altres maneres.

## Història
L'origen es remunta a la Xina de l'any 600 aC, durant la dinastia Tang, quan les dones xineses de classe alta els feien servir. Aquesta afirmació és recolzada pel fet que van ser els xinesos els inventors del teixit de seda i els primers a brodar amb fil de seda. La més antiga mostra de brodat xinès s'ha trobat a una tomba de la dinastia Zhou al segle vi aC.
L'especificació del nom deriva de la capital de l'antiga colònia espanyola de les Filipines, Manila. El port de Manila es va convertir en el segle xv en parada obligada per als vaixells espanyols que tornaven a la metròpoli carregats de productes orientals amb el galió de Manila. Els comerciants hi van conèixer el mantó i el van començar a portar a Espanya.
En poc temps les decoracions xineses dels mantons varen ser substituïdes per motius autòctons; van desaparèixer els dragons, el bambú i les pagodes i van aparèixer rosetons i ocells, roses, clavells i altres flors, cadascun amb un significat (el lliri, puresa; la margarida, impaciència; la rosa, secret; el gira-sol, fidelitat). També va ser a Espanya on se li va afegir el serrell. A poc a poc, el mantó de Manila es va convertir en una peça habitual del vestuari femení, sobretot a Sevilla i a Madrid, tant entre les dones acabalades de l'alta societat com entre la classe popular.

## Actualitat
Avui en dia el seu ús ha disminuït, tot i que encara les dones se'l posen per donar un toc festiu, elegant i femení al seu vestuari, especialment amb vestits de nit.
Un altre ús que se li dona al mantó sobretot en terres andaluses, és per guarnir els balcons en determinades festes. És tradicional que les cases dels carrers per on passen les processons del Corpus Christi tinguin en els seus balcons mantons de Manila penjats. Les cantadores i balladores de flamenc així com les d'altres cants i balls regionals, com per exemple la jota aragonesa, se'ls posen com a part del seu vestuari.
El mantó de Manila també és protagonista en el Carnaval de Vilanova i la Geltrú, tant en el ball de mantons com en les sortides dels comparsers.